# Österreichischer Filmpreis/Beste weibliche Nebenrolle
Österreichischer Filmpreis: Beste weibliche Nebenrolle
Gewinnerinnen und Nominierte in der Kategorie Beste weibliche Nebenrolle seit der ersten Verleihung dieser Kategorie des Österreichischen Filmpreises im Jahr 2016.
Die Ermittlung der Preisträgerin erfolgt in einem zweistufigen Verfahren. Zuerst nominieren alle ordentlichen Mitglieder der Berufsgruppe („Sektion“) Schauspiel die von ihnen favorisierten Darstellerleistungen in einer geheimen schriftlichen Wahl. Nominierungen werden an bis zu drei Einzelleistungen vergeben – als nominiert gelten jene Filmschaffende, die die meisten Stimmen auf sich vereinen können. Die Ermittlung der Preisträgerin erfolgt durch einen zweiten Wahlgang, an dem alle stimmberechtigten Mitglieder der Akademie des Österreichischen Films teilnehmen. Die Filmschaffende, die die höchste Stimmenanzahl auf sich vereinen kann, ist Gewinnerin des Österreichischen Filmpreises.

## Preisträgerinnen und Nominierungen
| Jahr | Preisträgerin       | Film                             | Nominierungen |
| ---- | ------------------- | -------------------------------- | --- |
| 2016 | Gerti Drassl        | Ma folie                         | |
| 2017 | Marion Mitterhammer | Stille Reserven                  | |
| 2018 | Maresi Riegner      | Licht                            | Maddalena Hirschal – Die Migrantigen Katja Kolm – Licht Gerti Drassl – Liebe möglicherweise                         |
| 2019 | Inge Maux           | Murer – Anatomie eines Prozesses | Maria Hofstätter – Cops Regina Fritsch – Der Trafikant                                                              |
| 2020 | Pia Hierzegger      | Der Boden unter den Füßen        | Mavie Hörbiger – Der Boden unter den Füßen Gerti Drassl – Ein wilder Sommer – Die Wachausaga Kerry Fox – Little Joe |
| 2021 | Edita Malovčić      | Quo Vadis, Aida?                 | Julia Koschitz – Das schaurige Haus Anna Unterberger – Was wir wollten                                              |
| 2022 | Luna Jordan         | Fuchs im Bau                     | Michou Friesz – 1 Verabredung im Herbst Maresi Riegner – Schachnovelle Margarethe Tiesel – Hinterland               |
| 2023 | Gerti Drassl        | Märzengrund                      | Adriane Gradziel – Der Fuchs Michou Friesz – Taktik                                                                 |
| 2024 | Maria Hofstätter    | Des Teufels Bad                  | Agnes Hausmann – Rickerl – Musik is höchstens a Hobby Gerti Drassl – Wald                                           |
| 2025 | Gerti Drassl        | Gina                             | Maria Hofstätter für Andrea lässt sich scheiden Andria Tayeh für Mond                                               |